# Диагноз: убийство
«Диа́гноз: уби́йство» (англ. Diagnosis: Murder) — американский комедийный/детективный телесериал CBS. Был запущен как спин-офф телесериала «Джейк и толстяк» (доктор Марк Слоан впервые появился в нём в девятнадцатом эпизоде четвёртого сезона). Был закрыт 11 мая 2001 года, но его повторяют на каналах ABC Family, ION Television и Hallmark Channel в США, по будням на Hallmark Channel (UK), Alibi и Channel 5 в Великобритании и по будням на Foxtel’s Fox Classics в Австралии. Шоу было произведено The Fred Silverman Company и Dean Hargrove Productions совместно с Viacom Productions и Paramount Network Television (только во 2-м сезоне) и в настоящее время распространяется CBS Television Distribution.

## Сюжет
Сюжет сосредоточен вокруг доктора Марка Слоана (Дик Ван Дайк), известного врача, который иногда работает в местном отделении полиции в качестве консультанта, и не удерживается от разгадывания хорошей загадки или спасения друзей. В этих случаях часто участвует его сын, детектив Стив Слоан (Барри Ван Дайк). Помогает ему его друг Норман Бриггс (Майкл Туччи в 1—4 сезонах), который работает администратором в госпитале. Также доктору Слоану помогают его коллеги, судмедэксперт/патологоанатом доктор Аманда Бентли (Виктория Роуэлл) и доктор Джек Стюарт (в исполнении Скотта Байо в первых двух сезонах), который впоследствии ушёл и был заменен новым персонажем, доктором Джесси Трэвисом (играет Чарли Шлаттер начиная с 3-го сезона).

## В ролях
| Актёр           | Персонаж                              | Сезоны   | Сезоны   | Сезоны   | Сезоны   | Сезоны   | Сезоны   | Сезоны   | Сезоны   |
| Актёр           | Персонаж                              | 1        | 2        | 3        | 4        | 5        | 6        | 7        | 8        |
| --------------- | ------------------------------------- | -------- | -------- | -------- | -------- | -------- | -------- | -------- | -------- |
| Дик Ван Дайк    | доктор Марк Слоан                     | Основной | Основной | Основной | Основной | Основной | Основной | Основной | Основной |
| Виктория Роуэлл | доктор Аманда Бентли                  | Основной | Основной | Основной | Основной | Основной | Основной | Основной | Основной |
| Барри Ван Дайк  | детектив/лейтенант полиции Стив Слоан | Основной | Основной | Основной | Основной | Основной | Основной | Основной | Основной |
| Чарли Шлаттер   | доктор Джесси Трэвис                  |          |          | Основной | Основной | Основной | Основной | Основной | Основной |
| Майкл Туччи     | администратор Норман Бриггс           | Основной | Основной | Основной | Основной |          |          |          |          |
| Делорес Холл    | секретарь Делорес Митчелл             | Основной | Основной |          |          |          |          |          |          |
| Скотт Байо      | доктор Джек Стюарт                    | Основной | Основной |          |          |          |          |          |          |

### Камео
Уникальным аспектом сериала было то, что он часто использовал различных персонажей из классических сериалов.
- Роб Петри (сыгран самим Диком Ван Дайком в «Шоу Дика Ван Дайка») фигурирует в эпизоде «Одержимость. Часть 2», где доктор Слоан в радиостанции проходит мимо студии, в которой Роб (с использованием CGI) пробует себя в роли диджея. Изображение Роба в качестве диджея взято из эпизода «Сто страшных часов» «Шоу Дика Ван Дайка».
- Майк Коннорс ещё раз сыграл своего персонажа из телесериала «Мэнникс» в эпизоде четвёртого сезона «Убийство вкрутую». Сюжет истории был продолжением эпизода «Мэнникса» «Девочка потерялась».
- Энди Гриффит ещё раз сыграл своего персонажа Бена Мэтлока из телесериала «Мэтлок» в эпизоде четвёртого сезона из двух частей «Убийство двоих». В каком-то смысле, это замкнуло круг, как родитель телесериала, «Джейк и толстяк», был вдохновлен эпизодом первого сезона «Мэтлока» в 1986 году.
- Барбара Бэйн ещё раз сыграла своего персонажа Киннамон Картер из телесериала «Миссия невыполнима» в эпизоде пятого сезона «Отказ».
- Питер Грейвс, который снимался вместе с Барбарой Бэйн в телесериале «Миссия невыполнима», не вернулся в роли своего персонажа, но появился в очень коротком камео в эпизоде «Должен убить телевидение» и в ещё одной сцене (использована та же сцена) в эпизоде шестого сезона «Мусорное телевидение. Часть 1» в роли «доктора Слоуна» в иллюзии в стиле «Миссия невыполнима».
- Роберт Калп также был гостем в эпизоде «Отбрасывание» в роли Дэйна Трэвиса, шпиона в отставке, профессионального теннисиста и отца доктора Трэвиса. Персонаж похож на его персонажа в сериале «Я шпион» Келли Робинсона, хотя Трэвис говорил, что он из Impossible Missions Force (отсылка к «Миссия невыполнима»).
- В эпизоде «Отбрасывание» также фигурирует выступление бывших ТВ-шпионов Патрика Макни («Мстители»), Роберта Вона («Агенты А.Н.К.Л.») и Филлип Моррис («Миссия невыполнима»), хотя они не играли своих оригинальных персонажей.
- Джек Клагмен также был гостем в эпизоде четвёртого сезона «Самоубийство врача», как персонаж, очень похожий на свою знаменитую роль в сериале «Доктор Куинси». Он появился снова в эпизоде шестого сезона «Голос вестей» как полицейский-детектив Гарри Трамбл, бывший жених покойной жены доктора Марка Слоана. Трамбл вновь появился в романе Ли Голдберга «Диагноз убийство. Прошедшее время».
- Джордж Такеи, Уолтер Кёниг, Меджел Баррет, Уил Уитон, Грейс Ли Уитни и Билл Муми были гостями в эпизоде «Отторгнутый», следствием чего стало похищение пришельцами.
- Несколько членов актёрского состава МЭШ, в том числе Джейми Фарр, Лоретта Свит и Уильям Кристофер, а также Эллиотт Гулд и Салли Келлерман и из оригинального фильма были гостями в эпизоде «Дрель для смерти». Кристофер Норрис также появилась в драматическом сериале-сиквеле «Доктор Охотник Джон».
- Рэндольф Мэнтут и Роберт Фуллер, работавшие вместе в телесериале «Авария!» NBC появились вместе в эпизоде 1997 года о пожарах в Малибу.

В течение телесериала в различных эпизодах снялись по меньшей мере восемь членов семьи Ван Дайков:
- Дик Ван Дайк и его сын Барри Ван Дайк в главных ролях.
- Брат Дика, Джерри Ван Дайк.
- Одна из дочерей Дика, Стэйси Ван Дайк.
- Дети Барри: Кэри Ван Дайк, Шейн Ван Дайк, Уэс Ван Дайк и Тэрин Ван Дайк.

## Эпизоды
| Сезон | Сезон | Эпизодов | Дата выхода в эфир | Дата выхода в эфир |
| Сезон | Сезон | Эпизодов | Дата начала        | Дата завершения    |
| ----- | ----- | -------- | ------------------ | ------------------ |
|       | 1     | 19       | октябрь 29, 1993   | май 13, 1994       |
|       | 2     | 22       | сентябрь 16, 1994  | май 5, 1995        |
|       | 3     | 18       | декабрь 8, 1995    | май 3, 1996        |
|       | 4     | 26       | сентябрь 19, 1996  | май 8, 1997        |
|       | 5     | 25       | сентябрь 18, 1997  | май 14, 1998       |
|       | 6     | 22       | сентябрь 24, 1998  | май 13, 1999       |
|       | 7     | 24       | сентябрь 23, 1999  | май 11, 2000       |
|       | 8     | 22       | октябрь 12, 2000   | май 11, 2001       |
|       | ТФ    | 5        | январь 5, 1992     | апрель 26, 2002    |

## Пилотный эпизод/телефильмы

### Пилотный эпизод
Пилотный эпизод телесериала «Диагноз: убийство» назывался «Я и не думал» и был также эпизодом телесериала «Джейк и толстяк». В этом эпизоде Марк Слоан был вдовцом без сыновей. Больница называлась Больницей Клэремонта вместо Больницы сообщества, и там нет Джека и Аманды. Друзья, которые помогли ему очистить своё имя, были:
- Ричард (Стивен Экхольдт)
- Джози (Элли Уокер)
- Тэд (Кристофф Сент-Джон)

### Телефильмы
У телесериала «Диагноз: убийство» было 5 телефильмов, вышедших между 1992 и 2002 годами на CBS, 3 из которых вышли перед телесериалом.
1. Диагностика убийства (англ. Diagnosis of Murder), вышел 5 января 1992 года.
2. Дом на Сикамор-стрит (англ. The House on Sycamore Street), вышел 1 мая 1992 года.
3. Поворот ножа (англ. A Twist of the Knife), вышел 13 февраля 1993 года
4. Безжалостный город (англ. A Town Without Pity), вышел 6 февраля 2002 года.
5. Диагноз: убийство. Без предупреждения (англ. Diagnosis Murder: Without Warning), вышел 26 апреля 2006 года.

## Внутренние пилотные эпизоды
Фред Силверман настаивал на том, чтобы у каждого сезона был внутренний пилотный эпизод.

### Сезон 1
1. «Сестра Майкла хочет Вас» (англ. Sister Michael Wants You).

### Сезон 2
1. «Как убить своего адвоката» (англ. How To Murder Your Lawyer).
2. «Грузия в моём понимании» (англ. Georgia On My Mind).

### Сезон 3
Неизвестно, имеет ли этот сезон внутренние пилотные эпизоды, но есть два возможных варианта:
A. «35-миллиметровое убийство» (англ. 35 Millimeter Murder).
B. «Убийство левой рукой» (англ. Left Handed Murder).

### Сезон 4
1. «Взрывное убийство» (англ. An Explosive Murder).

### Сезон 5
1. «Мим — это страшная вещь для расточительных» (англ. A Mime is a Terrible Thing To Waste).
2. «Возмездие. Части 1 и 2» (англ. Retribution Parts One and Two).

### Сезон 6
1. «Кровные узы» (англ. Blood Ties).

### Сезон 7
Неизвестно, имеет ли этот сезон внутренние пилотные эпизоды, но есть возможный вариант:
1. «Убийство в „Барбекю у Боба“» (англ. Murder At BBQ Bobs).

### Сезон 8
Неизвестно, имеет ли этот сезон внутренние пилотные эпизоды, но есть возможные варианты:
1. «По причине невменяемости» (англ. By Reason Of Insanity).
2. «Ни одного доброго дела» (англ. No Good Deed).

## Трансляции
- Австралия: TV1 и Eleven.
- Великобритания: BBC One (до ноября 2011 года), BBC Two (до марта 2007 года), Alibi, Hallmark Channel и Channel 5 с января 2014 года.
- Венгрия: Viasat 3.
- Германия: ProSieben, Kabel eins и Sat.1 Gold.
- Ирландия: RTÉ Two.
- Испания: Telecinco.
- Италия: Rete 4 и Canale 5.
- Канада: CTV.
- Россия: 31 канал, ТНТ
- Словения: POP TV и TV3 Slovenia.
- США: CBS (оригинальная трансляция), PAX TV (лето 2003 — весна 2005), Hallmark Channel (до 2008), Hallmark Movie Channel (только телефильмы). В настоящее время на канале Encore Suspense в будние вечера в 22:00.
- Турция: TNT Turkey.
- Филиппины: ABC 5.
- Финляндия: YLE TV1.
- Франция: France 2.
- Чехия: TV Prima.
- Швеция: Kanal 5 и Kanal 9.
- Эстония: TV3 Eesti.
- Япония: NHK и Super! drama TV.

## DVD-релизы
12 сентября 2006 года, CBS Home Entertainment выпустило первый сезон телесериала «Диагноз: убийство» на первом DVD-регионе. В него также вошёл девятнадцатый эпизод четвёртого сезона телесериала «Джейк и толстяк», в котором впервые появился доктор Марк Слоан. Однако, он не включал в себя телефильмы, которые были сделаны до премьеры сериала. Сезоны 2 и 3 также теперь доступны. После двух лет с момента выхода первого сезона на DVD в первом регионе, во втором регионе DVD с первым сезоном был выпущен 5 мая 2008 года, согласно Amazon.co.uk.
26 июня 2012 года, Visual Entertainment выпустила «Diagnosis Murder — The Movie Collection» на DVD в первом регионе в первый раз. В США релиз был распространен Millennium Entertainment.
| DVD-релиз | DVD-релиз                   | Эпизоды                                                            | Дата релиза                                    | Дата релиза    |
| DVD-релиз | DVD-релиз                   | Эпизоды                                                            | Регион 1                                       | Регион 2       |
| --------- | --------------------------- | ------------------------------------------------------------------ | ---------------------------------------------- | -------------- |
|           | Television Movie Collection | 5 телефильмов                                                      | 26 июня 2012                                   | н/д            |
|           | The Complete First Season   | 19 + пилотный                                                      | 12 сентября 2006                               | 5 мая 2008     |
|           | The Complete Second Season  | 22                                                                 | 12 июня 2007                                   | 9 февраля 2009 |
|           | The Complete Third Season   | 18                                                                 | 4 декабря 2007                                 | 13 июля 2009   |
|           | The Complete Fourth Season  | 26                                                                 | 27 августа 2013 (Канада) 18 февраля 2014 (США) | TBA            |
|           | The Complete Fifth Season   | 25                                                                 | 27 августа 2013 (Канада) 1 октября 2013 (США)  | TBA            |
|           | The Complete Sixth Season   | 22                                                                 | 12 ноября 2013 (Канада) 26 ноября 2013 (США)   | TBA            |
|           | The Complete Seventh Season | 24                                                                 | 19 ноября 2013 (Канада) 11 февраля 2014 (США)  | TBA            |
|           | The Complete Eighth Season  | 22                                                                 | 19 ноября 2013 (Канада) 27 мая 2014 (США)      | TBA            |
|           | The Complete Collection     | 178 + пилотный + 5 телефильмов + «Девочка потерялась» + доп. сцена | 12 ноября 2013                                 | TBA            |